# Dugger
Dugger és una població dels Estats Units a l'estat d'Indiana. Segons el cens del 2000 tenia 955 habitants.

## Demografia
Segons el cens del 2000, Dugger tenia 955 habitants, 397 habitatges, i 271 famílies. La densitat de població era de 635,7 habitants/km².
Dels 397 habitatges en un 29,5% hi vivien nens de menys de 18 anys, en un 54,7% hi vivien parelles casades, en un 10,8% dones solteres, i en un 31,7% no eren unitats familiars. En el 28% dels habitatges hi vivien persones soles el 19,4% de les quals corresponia a persones de 65 anys o més que vivien soles. El nombre mitjà de persones vivint en cada habitatge era de 2,41 i el nombre mitjà de persones que vivien en cada família era de 2,94.
Per edats la població es repartia de la següent manera: un 22,9% tenia menys de 18 anys, un 9,5% entre 18 i 24, un 26,2% entre 25 i 44, un 24% de 45 a 60 i un 17,4% 65 anys o més.
L'edat mediana era de 38 anys. Per cada 100 dones de 18 o més anys hi havia 92,2 homes.
La renda mediana per habitatge era de 31.071$ i la renda mediana per família de 39.583$. Els homes tenien una renda mediana de 27.039$ mentre que les dones 19.000$. La renda per capita de la població era de 15.255$. Entorn del 4,6% de les famílies i el 7,8% de la població estaven per davall del llindar de pobresa.

## Poblacions més properes
El següent diagrama mostra les poblacions més properes.